# Broughton Place

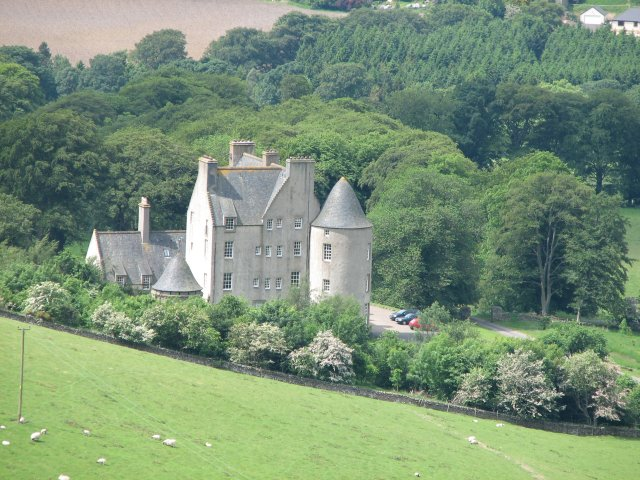
Broughton Place

Broughton Place ist eine Villa nahe der schottischen Ortschaft Broughton in der Council Area Scottish Borders. 1971 wurde das Bauwerk in die schottischen Denkmallisten zunächst in der Kategorie B aufgenommen. Die Hochstufung in die höchste Denkmalkategorie A erfolgte 2011. Die Villa ist nicht zu verwechseln mit der Villa Broughton House oder dem Herrenhaus Broughton Castle.

## Geschichte
Der Vertraute des schottischen Thronprätendenten Charles Edward Stuart, John Murray of Broughton, war in der Mitte des 18. Jahrhunderts Eigentümer der Ländereien von Broughton, auf denen sich zu diesem Zeitpunkt ein Vorgängerbauwerk des heutigen Broughton Place befand. Nach Beendigung des zweiten Jakobitenaufstands 1745 wurde Murray begnadigt und als Verräter der schottischen Sache gebrandmarkt. Aus diesem Grund veräußerte er Broughton im Jahre 1762. Ein Brand zerstörte das dortige Haus 1773.
Die heutige Villa wurde zwischen 1935 und 1938 für den Mediziner Thomas Renton Elliott erbaut. Elliott beauftragte den Architekten Basil Spence mit der Planung der Villa. Sowohl Spence als auch sein Partner William Kininmonth fertigten Entwürfe. Auf Wunsch Elliotts, der einen Bau im Stile eines traditionellen schottischen Tower House wünschte, wurde Spence’ Entwurf vor Baubeginn angepasst. Elliotts Witwe ließ die Villa in mehrere Luxuswohnungen umbauen. Nach ihrem Tod im Jahr 1975 wurden diese verkauft.